# Holcotrochus crenulatus
Holcotrochus crenulatus är en korallart som beskrevs av Dennant 1904. Holcotrochus crenulatus ingår i släktet Holcotrochus och familjen Turbinoliidae.
Artens utbredningsområde är Indiska oceanen. Inga underarter finns listade i Catalogue of Life.